# TWS (formație K-pop)
TWS (Hangul:투어스; RR:Tueoseu; MR:T'uŏsŭ; abreviere pentru Twenty Four Seven With Us; stilizat ca TWS:; pronunțat ca „Two-Us”) este o trupă de băieți din Coreea de Sud formată și administrată de Pledis Entertainment. Grupul este format din șase membri: Shinyu, Dohoon, Youngjae, Hanjin, Jihoon și Kyungmin, și își etichetează muzica drept „boyhood pop”, care descrie viața de zi cu zi a băieților. Grupul a debutat oficial pe 22 ianuarie 2024, cu EP-ul Sparkling Blue, alături de  single-ul său principal "Plot Twist", după lansarea piesei pre-lansare „Oh MyMy:7s”.
La doar douăzeci și trei de zile după debut, ei au câștigat la prima lor emisiune muzicală la Show Champion.